# 过渡金属二硫属化物单层

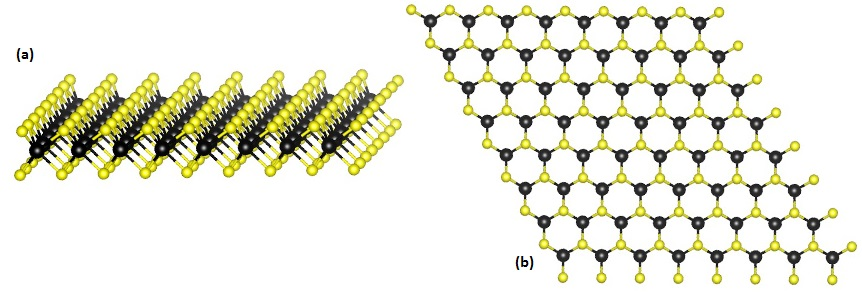
(a) 六角形TMD单层结构。 M 原子为黑色，X 原子为黄色。 (b) 从上方看到的六角形TMD单层。

过渡金属二硫属化物（TMD或TMDC）单层材料是MX2类型的原子层半导体材料薄膜，其中M是过渡金属原子，包括钼（Mo）、钨（W）等，X是硫族原子，包括硫（S）、硒（Se）、碲（Te）。一层M原子夹在两层X原子之间，即构成该二维材料。与第一行过渡金属二硫化物相比，这些材料的关键特征是二维结构中大原子间的相互，WTe2表现出反常的巨磁阻和超导性。 
而WSe2作为一种二维材料，广泛应用于电子器件、光电器件、能源存储与转换以及传感器等领域，具有优异的电子、光学和催化性能。